# Моргунець-Ісаєнко Олеся Олександрівна
Олеся Олександрівна Моргунець-Ісаєнко (нар. 17 листопада 1984, смт Козелець, Чернігівська область) — українська режисерка, продюсерка, режисерка монтажу, сценаристка, членка Української кіноакадемії. Дружина Андрія Ісаєнка.

## Життєпис
Олеся Моргунець-Ісаєнко народилася 17 листопада 1984 року в смт Козелець, нині Козелецької громади Чернігівського району Чернігівської области України.
Закінчила Інститут екранних мистецтв Київського національного університету театру, кіно і телебачення імені Івана Карпенка-Карого (2008, спеціальність — телевізійний директор, майстерня Михайла Павлова).
Працювала режисеркою й режисеркою монтажу в компанії «Техномедія» (2006—2013). Викладала монтаж у студії Тараса Маляревича (2011—2012) та в дитячій студії «Червоний Собака» (2016—2017). У 2014 році отримала президентський грант на створення сценарію для документального фільму «Музика моноклю» про життя та творчість Данила Демуцького. Працювала з громадською організацією «Відкрита політика» (2016—2017).
Від 2015 року член журі міжнародного літературного конкурсу «Коронація слова».

## Фільмографія
Режисерка
- «І кожна річка» (2022)[1]
- «Щедрик» (2021)[1][2][6][7]
- «Депортація 44-46» (2021)[1][2]
- «Рубіж. Грубешівська операція» (2019)[1][2]
- «Казка про гроші» (2017)[1]
- «Віолончель» (2014)[1]
- «Автомобілі» (2008)[5]
- «Любеночек» (2006)[5]
- «Мольфар» (2005)[5]
- «Свічадо вічного» (2004)[5]

Продюсерка
- «І кожна річка» (2022)[1]
- «Віолончель» (2014)[1]

Режисер монтажу
- «Віолончель» (2014)[1]
- «Сакура» (2013)[1]

Сценаристка
- «І кожна річка» (2022)[1]

## Нагороди
| Рівненський міжнародний кінофестиваль «Місто Мрії» |                                                           |                              |           |
| 2019                                               | Національна програма — повнометражні документальні фільми | Рубіж. Грубешівська операція | Перемога  |
| Міжнародний кінофестиваль «Молодість»              |                                                           |                              |           |
| 2015                                               | Національний конкурс                                      | Віолончель                   | Перемога  |
| 2015                                               | Найкращий національний короткометражний фільм             | Віолончель                   | Номінація |
| Фестиваль кіно та мистецтва «Два береги»           |                                                           |                              |           |
| 2016                                               | Конкурс незалежних короткометражних фільмів               | Віолончель                   | Номінація |